# Agropyron blaviense
Agropyron blaviense är en gräsart som beskrevs av Malv.Fabre. Agropyron blaviense ingår i släktet kamveten, och familjen gräs. Inga underarter finns listade i Catalogue of Life.